# Хмонг-мьенские языки
Хмонг-мьен (Мя́о-я́о) — семья родственных языков в Восточной Азии. Ранее их рассматривали как одну из групп сино-тибетской семьи, однако, по современным представлениям, языки мяо-яо являются отдельной языковой семьёй. Некоторые исследователи предполагают вхождение языков мяо-яо в аустрическую макросемью.
Общее число говорящих — свыше 8 млн. человек. В КНР — 7 миллионов в провинциях Хунань, Гуйчжоу, северной части Гуанси и Гуандуна, в некоторых районах Сычуани и Юньнани. На языках мяо-яо говорят также в южной части провинций Гуандун, Гуанси и Юньнань, но там они появились в результате переселений в течение нескольких последних веков. Свыше 850 000 человек живут во Вьетнаме, носители этих языков живут также в Лаосе, Таиланде и Мьянме, где они появились тоже в результате поздних переселений.

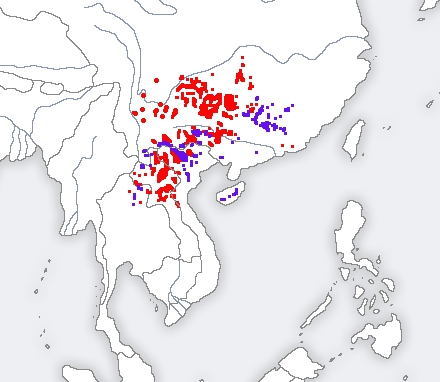
Языки хмонг-мьен (красный — хмонг, пурпурный — мьен)

## Классификация
- Хмонгские языки
  - западная группа
    - хмонг (сычуань-гуйчжоу-юньнаньский) — 2,2 миллионов человек
    - северо-восточно-юньнаньский диалект
    - диалекты южной части Гуйчжоу (хуэйшуйский мяо: центральный, восточный, северный, юго-западный)

  - северо-восточная (западно-хунаньская) группа диалектов
  - юго-восточная группа диалектов
    - диалект хму
    - диалект канао

  - диалект ну — 400 тысяч человек
  - язык шэ — 1 тысяча человек
  - язык пахнг, язык мнай
  - язык кьонгнай
  - язык юнуо
- Мьенские языки — 1 миллион человек
  - киммун
  - ю-мьен — 500 тысяч человек
  - заомин
  - бяомон